# Théâtre des Bouffes-Parisiens

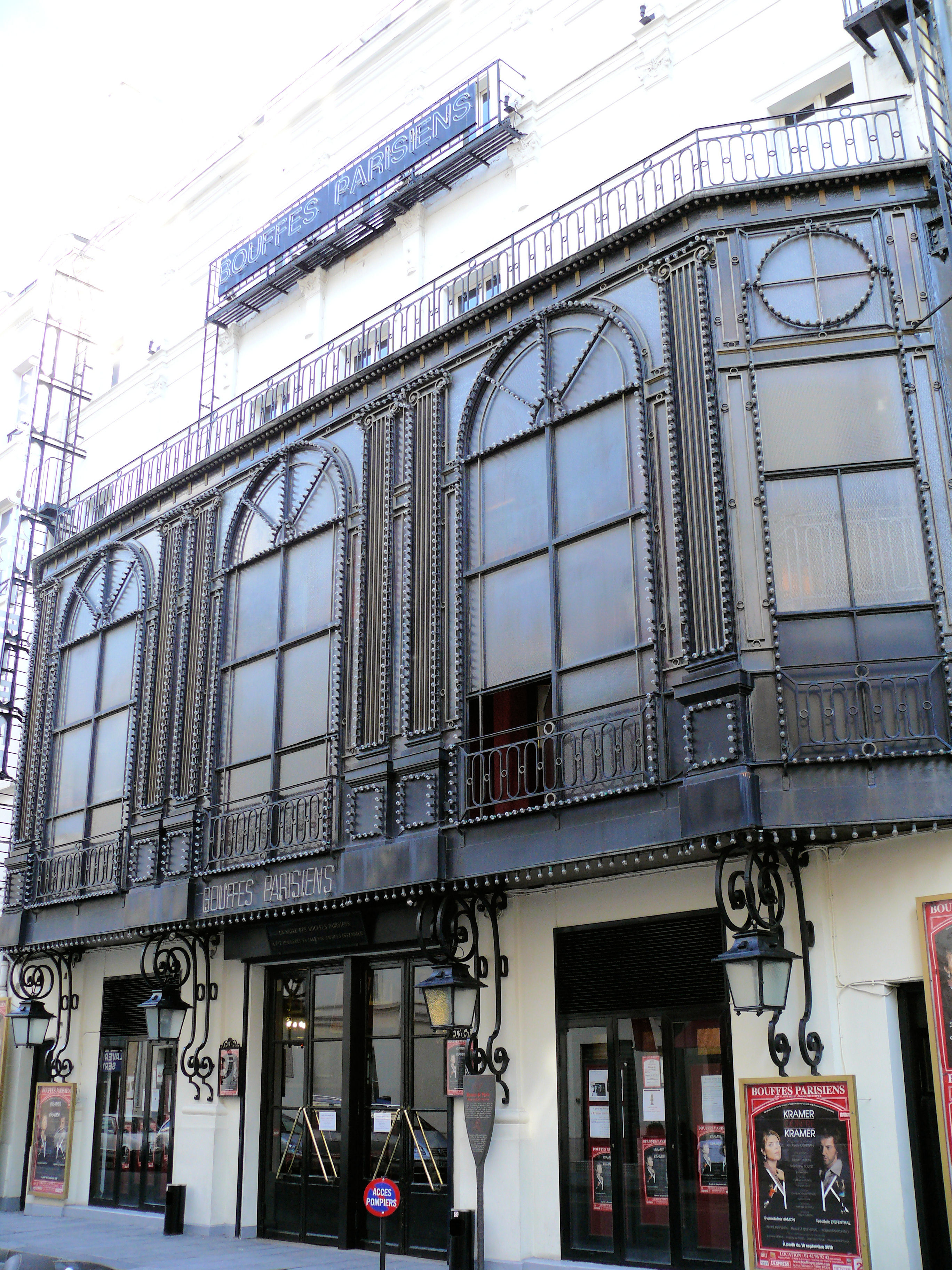
Théâtre des Bouffes-Parisiens.

El théâtre des Bouffes-Parisiens es un teatro de Francia situado en el número 4 de la rue Monsigny, en el II Distrito de París.
El teatro, primero instalado en el emplazamiento del actual Teatro Marigny, fue inaugurado el 5 de julio de 1855 bajo la dirección de Jacques Offenbach con su opereta Les Deux Aveugles. Ocupaba un lugar privilegiado en los jardines de los Campos Elíseos, donde aquel año tenía lugar la exposición universal. Pero la sala tenía poca capacidad, y en septiembre Charles Comte ofreció a Offenbach la explotación de su teatro, el théâtre Comte, situado en la proximidad del pasaje Choiseul y de los teatros de los «grandes bulevares» parisinos. Offenbach encargó trabajos de remodelación y ampliación del teatro que inauguró el 29 de diciembre de 1856, con el nombre de Teatro Bouffes-Parisiens.
El término «opéra-bouffe» designaba numerosas obras de Offenbach, que había sido hasta ese momento director de orquesta en el Théâtre-Français y su reputación de compositor de música escénica no estaba aún en su apogeo, que le llegará con la inauguración de su propio teatro, con el que adquirirá reconocimiento internacional.
En 1862, tras la salida de Offenbach, el nuevo director hizo derribar la sala para reconstruir una más grande.
Esta primera época del teatro ha sido el tema de un coloquio organizado en el año 2005 por la «Société Jacques Offenbach» en el marco del Festival Offenbach de Bad Ems en Alemania.
Este teatro ha visto el estreno de innumerables éxitos del teatro musical. Además de las piezas de Offenbach, que continúan reponiéndose, son acogidas obras de compositores como Hervé, Emmanuel Chabrier, Louis Viarney, Claude Terrasse, Henri Christiné y dramaturgos como Robert de Flers, Albert Willemetz, Sacha Guitry y Henri Bernstein. 
De 1986 a 2007 el «Bouffes-Parisiens» fue dirigido por el actor y director Jean-Claude Brialy.